# Brändskär
Brändskär är en ö i Finland. Den ligger i Skärgårdshavet och i kommunen Pargas i den ekonomiska regionen  Åboland i landskapet Egentliga Finland, i den sydvästra delen av landet. Ön ligger omkring 75 kilometer sydväst om Åbo och omkring 200 kilometer väster om Helsingfors.
Öns area är 9,3 hektar och dess största längd är 450 meter i öst-västlig riktning.